# Massurrealismo
Massurrealismo é um termo descritivo de uma forma particular de arte baseada na combinação de imágens Surrealistas e arte influenciada pelos meios de comunicação massivos. O termo Massurrealismo foi criado pelo artista James Seehafer em 1992 e começou como um grupo pequeno nos Estados Unidos, incluindo alguns membros na Europa e Sul América. Há sido descrita como uma tendência artística baseada na evolução do Surrealismo com a forte influência da tecnologia e os meios de comunicação massivos. Este gênero de arte está formado principalmente por artistas de meios, que utilizam ferramentas que são uma mescla tanto de meios como métodos eletrônicos. O Massurrealismo está influenciado pelos meios de comunicação massivos onde se podem encontrar exemplos de fotos, desenhos e apresentações Surrealistas, assim como também em propaganda televisiva, filmes e na internet. A filosofia do Massurrealismo está maiormente orientada até os escritores e teorias dos comunicadores e a filosofia de Marshall, McLuhan e Jean Baudrillard.

## Livros
- Lantzen, Sean (2004). Massurealismo: A Dossier (a.k.a. Massurrealismo: Ein Dossier).

ISBN 0-9759923-0-9.
- Touchon, Cecil (2007). Happy shopping – Poesia Massurrealista. Fort Worth: Publicações do Ontological Museum. ISBN 0-6151824-4-5

## Leitura Adicional
- “What is new in the Surreal World” – Revista Art and Anticues, (USA) Março de 2006
- “Avant Garde Under Net Conditions’ – Perspektive ( Edição impresa – Áustria) Junho de 2002, e na Web. Texto em Alemão